# Carignano
För andra betydelser, se Carignano (olika betydelser).
Carignano är en ort och kommun i storstadsregionen Turin, innan 2015 provinsen Turin, i regionen Piemonte, Italien. Kommunen hade 9 334 invånare (2017).